# San Martín Obispo
San Martín Obispo, även benämnd San Martín San Pedro, är en ort i Mexiko, tillhörande kommunen Donato Guerra i sydvästra delen av delstaten Mexiko. Orten hade 1 483 invånare vid folkräkningen 2010.